# Kirche Hl. Großmärtyrer Prokopios (Obarska Bukovica)
Die Kirche Hl. Großmärtyrer Prokopios (serbisch: Црква Светог великомученика Прокопија, Crkva Svetog velikomučenika Prokopija) im Weiler Obarska Bukovica des zur Opština Bijeljina gehörenden Dorfes Velika Obarska ist eine serbisch-orthodoxe Kirche im nordöstlichen Bosnien und Herzegowina.
Das von 2006 bis 2010 erbaute Kirchengebäude ist dem Hl. Großmärtyrer Prokopios geweiht. Es ist die Filialkirche der Pfarrei Ljeljenča im Dekanat Bijeljina der Eparchie Zvornik-Tuzla der Serbisch-Orthodoxen Kirche.

## Lage
Die Kirche Hl. Großmärtyrer Prokopios steht im Zentrum des Weilers Obarska Bukovica direkt neben der Magistralstraße Bijeljina-Brčko. Obarska Bukovica liegt in der Ebene der Semberija, etwa acht Kilometer nordwestlich der Gemeindehauptstadt Bijeljina. Durch Obarska Bukovica fließt der Fluss Ljeljenačka Dašnica. Die Gemeinde Bijeljina liegt in der Republika Srpska.
Neben der Filialkirche Hl. Großmärtyrer Prokopios verfügt die Pfarrei Ljeljenča auch über eine Pfarrkirche. Die Dreifaltigkeitskirche in Ljeljenča wurde von 2000 bis 2008 erbaut und ist der Heiligen Dreifaltigkeit geweiht.

## Geschichte
Die Pfarrei von Ljeljenča wurde 1999 gegründet, die Kirch- bzw. Pfarreibücher werden ebenfalls seit 1999 geführt. Bis 1999 war das heutige Pfarrgebiet, Teil der Pfarrei Čadjavica, mit Sitz im Dorf Čađavica Donja und der Pfarrkirche Hl. Prophet Elias.
Zu der Pfarrei Ljeljenča gehört das Dorf Ljeljenča sowie Teile der Dörfer Čađavica Srednja, Čađavica Gornja, Brijesnica und der Weiler Obarska Bukovica des Dorfes Velika Obarska.
Ktitoren (Stifter) der Kirche sind Miloš Šubarić aus Velika Obarska, der das Bauland für die Kirche zur Verfügung stellte, der Pate der Kirche ist Petar Trifković aus Bijeljina, Patin der Ikonostase ist Stana Kojić. Der Pate der Kirchenfundamente ist Bogoljub Ostojić aus Obarska Bukovica, Paten der Kirchkreuze sind Cvijetin Abadžić und Neno Stokanović aus Brčko und Pate der Kirchglocke ist Zdravko Đurein, ebenfalls aus Brčko.
Mit dem Bau der Kirche Hl. Großmärtyrer Prokopios wurde 2006 begonnen. Die Kirchenfundamente wurden am 21. Juli 2007 vom damaligen Bischof der Eparchie Zvornik-Tuzla, Vasilije, geweiht.
Die Bauarbeiten am Kirchenbau wurden im Jahre 2010 beendet. Am 30. Mai 2010 wurde die Kirche von Bischof Vasilije mit der Assistenz von Erzpriester Cviko Mojić, Priester Žiko Mićanović und den Erzdiakonen Žarko Mijatović und Slavoljub Milošević feierlich eingeweiht.

## Architektur
Die einschiffige Kreuzkuppelkirche wurde im serbisch-byzantinischen Stil erbaut, mit einer Altar-Apsis im Osten, kleineren Seitenkonchen an der Nord- und Südfassade, einer zentralen Rundkuppel, die sich über dem Tambour in der Mitte des Kirchenschiffs bei der Kreuzung der Seitenarme der Kirche erhebt, und einem Kirchturm mit einer Kirchglocke und mitsamt Eingangsportal im Westen. Die Kirche ist aus Kleinziegeln erbaut worden, das Dach wurde mit Kupfer abgedeckt. Das Gotteshaus besitzt die Dimensionen 15 × 7 m.
Die Grundform der Kirche ist ein Griechisches Kreuz. Der Eingang der Kirche befindet sich an der Westseite; auch gibt es einen zweiten Eingang an der Südseite der Kirche.
Die Kirche ist derzeit nicht mit byzantinischen Fresken bemalt. Die reich verzierte Ikonostase aus weißen Eichenholz wurde von Tomislav Živanović, aus der serbischen Großstadt Kragujevac geschnitzt. Die Ikonen wurden von Zoran Milenković ebenfalls aus Kragujevac gemalt.

## Priester der Kirche
Von Baubeginn bis zum Jahre 2008 war Žiko Mićanović der Priester der Filialkirche Hl. Großmärtyrer Prokopios. Seit 2008 ist Siniša Pajkanović amtierender Priester der Filialkirche.